# Chytranthus atroviolaceus
Chytranthus atroviolaceus är en kinesträdsväxtart som beskrevs av E. G. Baker och Hutchinson & Dalziel. Chytranthus atroviolaceus ingår i släktet Chytranthus och familjen kinesträdsväxter. Inga underarter finns listade i Catalogue of Life.